# Любченко Панас Петрович

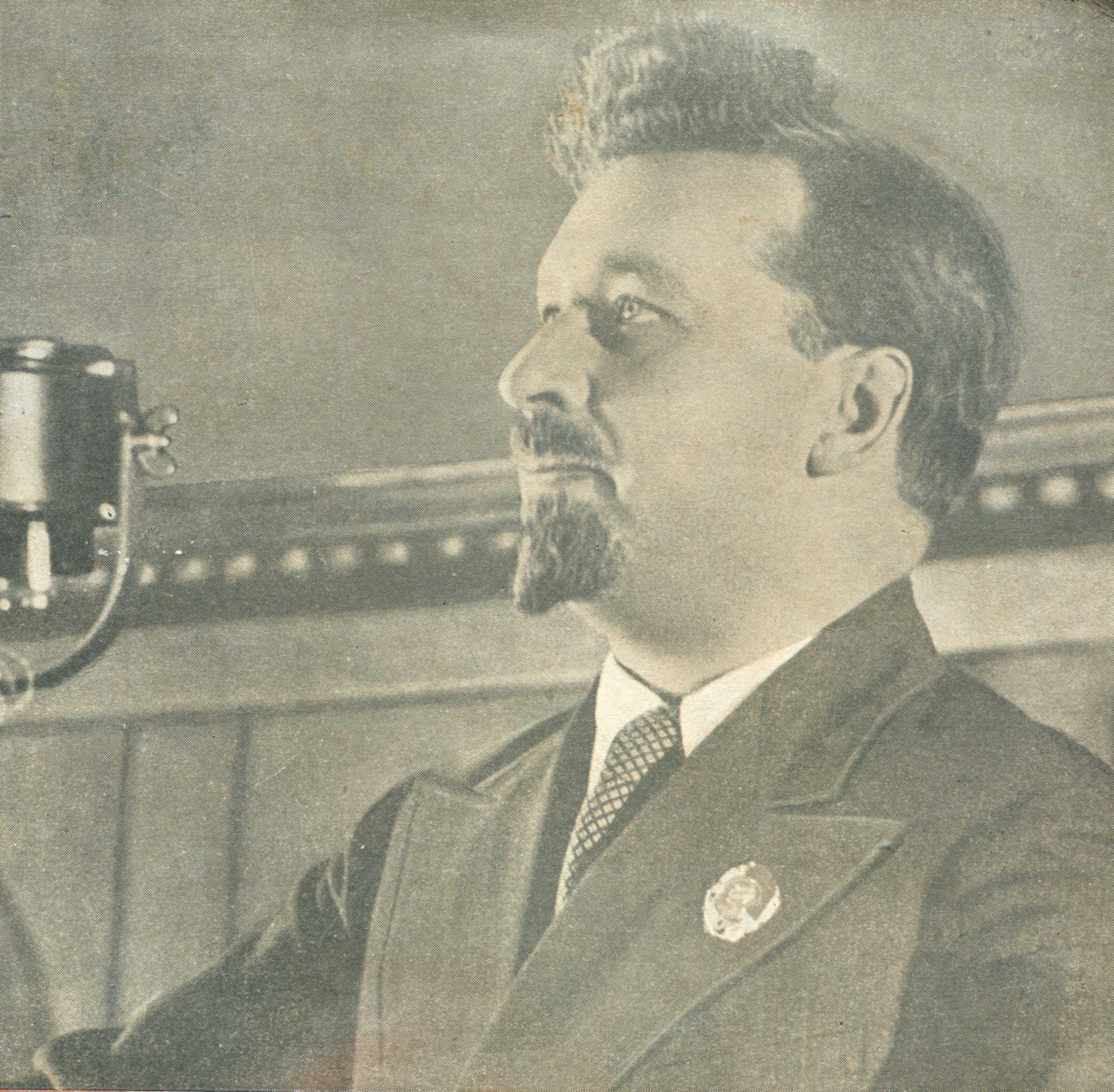
Голова Раднаркому УСРР на трибуні Надзвичайного VIII Всесоюзного з'їзду Рад, листопад 1936 року

Лю́бченко Пана́с Петро́вич (2 [14] січня 1897, Кагарлик, Київська губернія, Російська імперія — 30 серпня 1937, Київ, Українська РСР, СРСР) — український радянський партійний та державний діяч, відіграв керівну роль у колективізації та кооперації в Українській СРР. Кандидат у члени ЦК КП(б)У в грудні 1925 — листопаді 1927 року. Член ЦК КП(б)У в листопаді 1927 — серпні 1937 року. Член Організаційного бюро ЦК КП(б)У в листопаді 1927 — серпні 1937 року. Кандидат у члени Політбюро ЦК КП(б)У в квітні 1929 — квітні 1934 року. Член Політбюро ЦК КП(б)У в квітні 1934 — серпні 1937 року. Кандидат у члени ЦК ВКП(б) в лютому 1934 — серпні 1937 року.

## Біографія
Народився в містечку Кагарлик (тепер районний центр Київської області). У 1909 році закінчив двокласну сільську школу, а у 1914 році закінчив Київську військово-фельдшерську школу.
Від 1913 року — учасник есерівської течії революційного руху.
У квітні 1914 — квітні 1915 року — лікарський помічник (фельдшер) 33-го піхотного Єлецького полку російської імператорської армії. У травні 1915 — лютому 1917 року — лікарський помічник військового госпіталю в Києві. У 1916–1917 роках брав участь у видавництві журналів «Соціалістична думка» та «Наше слово». У 1917 році здав екстерном на атестат зрілості при Київському навчальному окрузі.
З 1917 року — член Української партії соціалістів-революціонерів (УПРС). Більшість її членів були згодом репресовані та знищені, справа «Український національний центр»
У березні 1917 — березні 1918 року — член виконавчого комітету Київської Ради робітничих і солдатських депутатів.
З червня 1917 входив до складу Української Центральної Ради та Малої Ради.
В УПСР був одним із лідерів лівої фракції, яка виступала за встановлення радянської влади в Україні, співпрацю з російськими більшовиками та вимагала відставки уряду Володимира Винниченка через зближення УНР з австро-німецьким блоком. У грудні 1917 року був заарештований за державну зраду, але в січні 1918 року звільнений із ув'язнення.
У квітні — листопаді 1918 року — член Київського революційного комітету, перебував на нелегальному становищі. У грудні 1918 — січні 1919 року — член виконавчого комітету Київської Ради робітничих і солдатських депутатів, працював у підпіллі.
У лютому — серпні 1919 року — секретар виконавчого комітету Київської губернської Ради робітничих і солдатських депутатів, член Верховного революційного трибуналу в Києві. У 1919 році закінчив два курси Київського університету.
Після розколу УПСР з березня 1919 року належав до новоствореної Української партії соціалістів-революціонерів-боротьбистів (комуністів), яка з серпня 1919 року набула назву Українська комуністична партія (боротьбистів), входив до складу керівних партійних органів. У вересні — грудні 1919 року — працював у підпіллі в Києві. У січні — квітні 1920 року — заступник голови виконавчого комітету Київської губернської Ради.
У березні 1920 року, як і переважна більшість провідних членів УКП (боротьбистів) разом із Олександром Довженко, Олександром Шумським, Григорієм Гриньком та іншими, увійшов до складу Комуністичної партії (більшовиків) України [КП(б)У].
У травні — серпні 1920 року — секретар Київського губернського комітету КП(б)У в містах Черкасах та Києві.
У вересні — грудні 1920 року — заступник начальника політичного відділу 2-ї Кінної армії на Південному фронті.
У січні 1921 — січні 1922 року — голова виконавчого комітету Чернігівської губернської Ради. У лютому — травні 1922 року — заступник голови виконавчого комітету Донецької губернської Ради.
У червні 1922 — жовтні 1925 року — голова правління Всеукраїнської спілки сільськогосподарської кооперації «Сільський господар» у місті Харкові. У 1925 році брав часть у засіданні ЦК Міжнародного кооперативного альянсу в Парижі.
У грудні 1925 року обраний головою виконавчого комітету Київської окружної ради і Київської міської ради та займав ці посади до 24 грудня 1927 року.
29 листопада 1927 — 14 червня 1934 року — секретар ЦК КП(б)У. Одночасно, 25 лютого 1933 — 28 квітня 1934 року — 1-й заступник голови Раднаркому Української СРР. З 28 квітня 1934 року — голова Раднаркому Української СРР.
Виступив громадським обвинувачем на процесі Спілки визволення України. Наприкінці жовтня 1932 року призначений відповідальним за виконання хлібозаготівель у Вінницькій області.
На початку 1930-х років став одним із активних провідників політики Москви, відіграв керівну роль у колективізації й конфіскації збіжжя в селян, що призвело до Голодомору в 1932—1933 роках в Україні.
29 серпня 1937 на пленумі ЦК КП(б)У по доповіді С.Косіора на розгляд було поставлено санкціоноване Й.Сталіним (на основі наданих слідчими органами «свідчень» колишніх боротьбистів, колег Любченка, зокрема А. Хвилі) питання «Про буржуазно-націоналістичну організацію колишніх боротьбистів і про зв'язок з цією організацією Любченка П. П.». Від 15-ї до 18-ї години в роботі пленуму було оголошено перерву.
Одразу після перерви й за відсутності Л. пленум ЦК КП(б)У ухвалив: «На підставі матеріалів слідства та очних ставок Любченка з заарештованими учасниками контрреволюційної націоналістичної організації […], а також на підставі заяви Хвилі на ім'я т. Єжова, Пленум ЦК КП(б)У вважає встановленим, що Любченко П. П. не тільки був особисто тісно зв'язаний з керівною групою націоналістичної української контрреволюційної організації, а й входив до складу керівництва цієї антирадянської організації». Одразу потому присутнім на пленумі повідомили, що в перерві між засіданнями пленуму Л. застрелив дружину Марію Миколаївну Крупеник й застрелився сам. Станіслав Косіор з цього приводу додав: «Поки ми з вами приймали рішення, Любченко застрелився, підтвердивши тим самим, що ми правильно цю справу розібрали».
З приводу смерті Любченка існують різні версії, зокрема й та, що і його самого, і його дружину вбили співробітники НКВС.
Опісля його смерті були ліквідовані близькі соратники — Василь Порайко (25 жовтня 1937 р. в Києві) та Андрій Хвиля (10 лютого 1938 р. в Москві).
У 1965 році реабілітований. Перший секретар Компартії України Петро Шелест особисто звертався до ЦК КПРС із проханням «дати згоду на розгляд питання про посмертну реабілітацію у партійному відношенні» голови Раднаркому УСРР в 1934—1937 роках, одного з лідерів партії боротьбистів Панаса Любченка.